# Ostravské procházky
Ostravské procházky je společný projekt Magistrátu města Ostravy a KČT oblasti Moravskoslezské. Jedná se o sérii stezek, značených klasickými KČT směrovkami, které mají za úkol seznámit turisty s přírodními a turistickými zajímavostmi Ostravy. Momentálně ji tvoří 6 částí, přičemž ta poslední byla zpřístupněna na konci roku 2013.

## Ostravské procházky
- Stezka Porubou a Pustkovcem
  - délka – 11,8 km
  - dá se rozdělit na dva okruhy – Poruba a Pustkovec
- Okruhy Hrabovou
  - Hrabovský okruh (6 km)
    - prochází Hrabovou

  - Trasa K Pilíkům (6,5 km)
    - vede z Vratimova přes PP Pilíky do Mitrovic
- Stezka Novou Bělou (též Novobělský okruh)
  - délka – 8,5 km
  - prochází Novou Bělou
- Stezka Hošťálkovicemi a Lhotkou
  - délka – 11 km
  - prochází Hošťálkovicemi a Lhotkou
- Naučná stezka Heřmanický rybník
  - délka – 3 km
  - vede okolo Heřmanického rybníka
- Okruh Plesnou
  - délka – 7 km
  - prochází Plesnou